# ブラフマー
ブラフマー（梵、ヒンディー語: ब्रह्मा Brahmā）は、ヒンドゥー教の神の1柱、創造神でありトリムルティ（最高神の3つの様相）の1つに数えられる。4つの顔を持ち、それぞれの顔は四方を向いているとされる。ブラフマーはスヴァヤンブー（Svayambhū 自ら産まれる者）や、チャトゥラーナナ（四つの顔を持つ者）、バーギーシャ（Vāgīśa、言葉の王）という名でも知られ、4つの口のそれぞれから4つのヴェーダを紡いだとされている。ブラフマーは時にリグ・ヴェーダに語られる創造神であるプラジャーパティと同一視され（リグ・ヴェーダの神々）、またカーマや宇宙の卵であるヒラニヤ・ガルバとの関連が指摘されることもある。ブラフマーはヴェーダ後の時代になってヒンドゥー叙事詩やプラーナ文献の神話の中で存在感を増した。叙事詩の中で彼はプルシャの性格を引き継いでいるとされることもある。ヴィシュヌ、シヴァとともにトリムルティの一角を担うが、古代の文献ではブラフマーの含まれない3柱を最高神の3人組に数えている。
ブラフマーはしばしば宇宙と様々な生物の創造主であると語られる。しかし一方で、いくつかのプラーナではヴィシュヌの臍から生える蓮から生まれたとされている。他にもシヴァから、あるいはシヴァの様相の1つから生まれたとするプラーナもあれば、最高神の1柱であると語られる場合もある。不二一元論ではブラフマーはしばしば、他のすべての神々とともにサグナ・ブラフマン（形のあるブラフマン）あるいはニルグナ・ブラフマン（形のないブラフマン）であるとみなされる。
現代のヒンドゥー教ではブラフマーは人気のある神格とは言えず、ヴィシュヌやシヴァと比べトリムルティの中での重要性も低い。ブラフマーは古代の聖典の中では礼賛されているものの、インドでは重要な神として人々の信仰を集めることは稀であった。そのためインドにあるヒンドゥー寺院でブラフマーを奉るものは少ない。最も有名なものとしてはラージャスターン、プシュカルのブラフマー寺院 (プシュカル)が挙げられる。ブラフマー寺院はインド国外にも存在し、タイ王国のエーラーワンの祠 などが有名である。

## 名前の由来

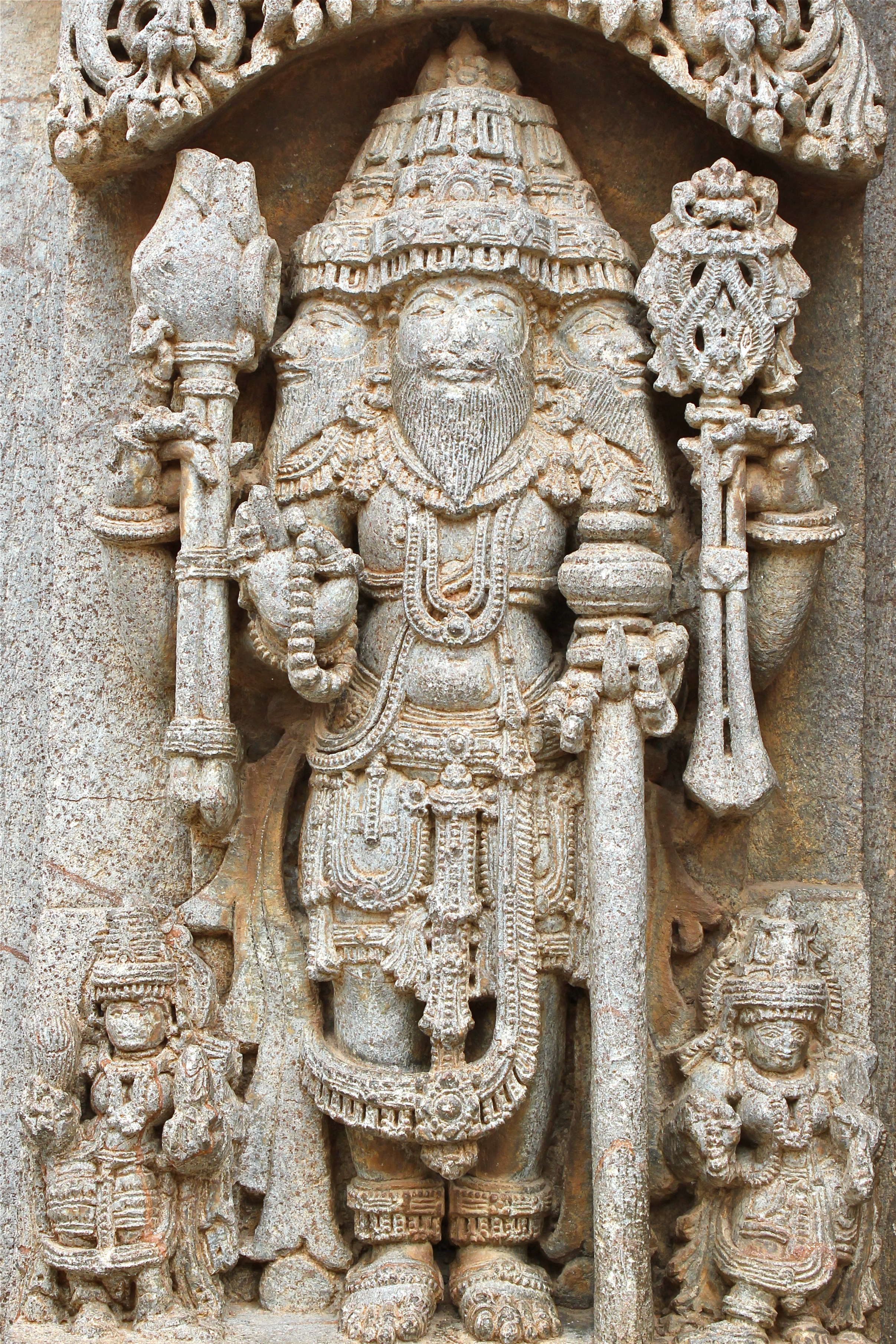
カルナータカ州ソーマナータプラ、チェナケシェヴァ寺院のブラフマー像。12世紀のもの。

ブラフマーという名前の由来ははっきりしない。ヴェーダ時代（紀元前1500-500年）の文献には「絶対的現実」というヒンドゥー哲学上の概念を意味する「ブラフマン」と、バラモン教の聖職者を意味する「ブラフミン」がともに登場しており、このことがブラフマーという名前の由来の特定を妨げる一因となっている。ブラフマーという名前の神格はヴェーダ時代の後半に登場している。「ブラフマン」は中性で抽象的、形而上的なヒンドゥー教の概念であり、一方の「ブラフマー神」はヒンドゥー神話に多く登場する男性神のなかの1柱である。「ブラフマン」というコンセプトはブラフマー神の登場よりもずっと古く、学者の中にはこの「特徴を持たない普遍的な原則」であるブラフマンを擬人化し目に見える象徴としたものとしてブラフマー神が登場したのだと仮定する者もいる。
サンスクリット語の文法では「ブラフマン」という名詞の文法的性は男性と中性という2つのいずれかでありえる。1つは中性名詞「ブラフマン」であり、このブラフマンの主格単数形は「ブラフマ」（ब्रह्म）であり、一般化された抽象的な意味を持つ。一方の男性名詞が「ブラフマン」であり、このブラフマンの主格単数形が「ブラフマー」（ब्रह्मा）となる。

## 歴史

### ヴェーダ時代
ブラフマーがヴィシュヌもシヴァとともに描写されている最も早い段階の記述は、紀元前10世紀の後半に編纂されたと考えられるマイトリー・ウパニシャッドの5章に見られる。クツァーヤナ賛歌（Kutsāyana）と呼ばれる5章1節にこれら3神が触れられ、その後の5章2節で説明が展開されている。
汎神論をテーマとするクツァーヤナ賛歌は人の魂をブラフマンであると主張し、その絶対的現実、普遍の神は生きとし生けるすべての存在の中に宿るとしている。アートマン（魂、我）はブラフマーであることと同等であり、ブラフマンの様々な顕現であることと同等であると展開する。いわく、「汝はブラフマーである。汝はヴィシュヌである。汝はルドラ（シヴァ）である、汝はアグニ、ヴァルナ、ヴァーユ、インドラであり、汝は全てである」。
マイトリー・ウパニシャッドの5章2節ではブラフマー、ヴィシュヌ、シヴァはそれぞれが3つのグナと関連づけられている。グナとはすべての生物に見いだすことのできる性質、精神、生来の傾向であるとされ、世界は暗質（タマス）から生じたと語られている。その後世界はそれ自体の作用により活動し激質（ラジャス）となり、そして精錬、純化され純質（サットヴァ）となった。これら3つのグナのうち、ブラフマーにはラジャスが関係づけられており、ルドラ、ヴィシュヌがそれぞれタマス、サットヴァを受け持つ。
マイトリー・ウパニシャッドはブラフマーをトリグナ理論の1要素に当てはめてはいるものの、後のプラーナ文献に見られるようなトリムルティの1要素としては描写していない。

### ヴェーダ後
ヴェーダ後のヒンドゥー教では様々な宇宙進化論（創造神話）が語られ、その多くにブラフマーが関わっている。インドの宇宙進化論にはサルガ（最初の創造）とヴィサルガ（第二の創造）という考え方が存在する。これはインド哲学の持つ2つの現実、すなわち普遍的、形而上的な現実と常に変化する認識可能な現実というコンセプトに関係している。そして後者は際限なく循環を繰り返しているとされ、すなわち我々の認識する宇宙、生命は継続的に創造され、進化し、霧消してそしてまた創造される。ブラフマンなのか、プルシャなのかデーヴィなのか、ヴェーダの中でも最初の創造者に関して様々な議論が見られる。一方でヴェーダ、あるいはヴェーダ後の文献では第二の創造者に関する議論も展開されており、場合によってはそれぞれの宇宙のサイクル（劫、kalpa）ごとに違う神や女神が第二の創造者となるのだと語られる。
マハーバーラタやプラーナ文献に語られるように、また多くの研究がそう結論しているようにブラフマーは第二の創造者であると考えられている。ブラフマーは全ての形ある物を創造したが、しかし原初の宇宙は創造しなかった。
バーガヴァタ・プラーナ（ヴィシュヌ派のプラーナ）にはブラフマー神は原初の海から生まれたという言及が複数見られる。このプラーナによれば、ブラフマーは時間と宇宙が生まれた瞬間にハリ（ヴィシュヌのこと）の臍から生える蓮の中に出現する。この時ブラフマーは寝ぼけており、宇宙をひとつにまとめるだけの力を発揮できる状態ではなかった。混乱の中で彼は修行者となって瞑想にはいる。すると自分の心の中にいるハリ（ヴィシュヌ）の存在に気が付き、宇宙の始まりと終わりを見る。するとブラフマーは世界を創造する力を取り戻す。ブラフマーはその後プラクリティとプルシャをつなぎ合わせて、めまいのするほど多くの生物と、複雑極まりない因果関係を作り上げた。したがってバーガヴァタ・プラーナはマーヤー（真実を覆い隠す目に見える物）を作り出す能力をブラフマーに認めている。ブラフマーは天地創造のため全てに善と悪を吹き込み、物質と魂を作り、始まりと終わりを作った。
対照的にシヴァ派のプラーナではブラフマーとヴィシュヌはアルダナーリーシュヴァラ（シヴァとパールヴァティの融合した神）から誕生したと語られている。あるいは、ルドラ（シヴァの前身）がブラフマーを創造したり、またはカルパごとにヴィシュヌ、シヴァ、ブラフマーが持ち回りでお互いを創造するとされる。従ってほとんどのプラーナ文献ではブラフマーに与えられた創造の力はより高次の神の力や存在に依存している。
プラーナ文献はブラフマーを時間を創造する者としている。プラーナでは人間の時間とブラフマーの時間が関連づけられており、たとえばマハーカルパ（大劫、宇宙の寿命）はブラフマーにとっての1昼夜であるとする。
様々なプラーナに語られるブラフマーの描写は多岐にわたり、一貫性に乏しい。例えばスカンダ・プラーナでは女神であるパールヴァティが「宇宙の母」と呼ばれており、彼女がブラフマーを含む神々と3つの世界を創造したと語られている。そしてスカンダ・プラーナではパールヴァティが3つのグナ（サットヴァ、ラジャス、タマス）をプラクリティ（物質）と結び付けて認識可能な世界を作り上げたことになっている。
ブラフマーがラジャスに対応する神であるというヴェーダ時代の議論はプラーナ文献や、タントラの中でも展開されている。これらの文献ではサラスヴァティー（ブラフマーの配偶神）がサットヴァ（純質。調和や善、平和的な性質）であるとされ、それによりブラフマーのラジャス（激質。良くも悪くもなく、動的な性質）が補完されると語られる。

## 偶像に見られる特徴

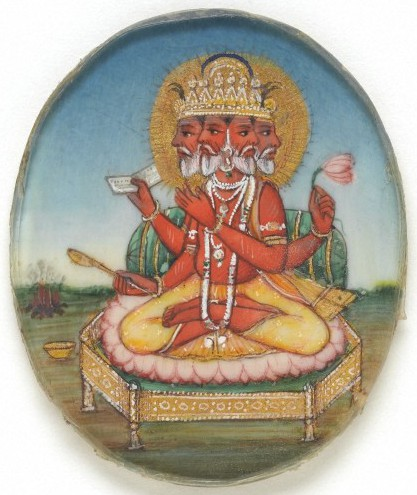
ブラフマーの描かれた19世紀のラウンデル。4つの頭と4本の腕、赤ら顔の老人がヴェーダ、杓、蓮を手に持っている。

ブラフマーは通常4つの顔に4本の腕を持った姿で描かれる。4つの顔はそれぞれ東西南北を向いているとされる。武器ではなく、知識や創造を象徴するものを手に持つ。例えばヴェーダ、時間を象徴する数珠、ヤジュニャ（yajña, 火の儀式）に使われる杓、全ての生命の象徴である水の入った器である。ブラフマーの4つの口からはそれぞれ1つずつ、計4つのヴェーダが紡がれたとされている。しばしば白いひげを蓄えた姿で描写され、これはリシ（聖仙）たちのような経験と知識を備えていることを象徴する。蓮の上に座り、白い服（あるいは赤か桃色の服）をまとい、彼のヴァーハナ（乗り物とされる動物）であるハンサが描かれる。
寺院やムールティ（偶像）のデザインに関する古代の文献、マーナサーラ・シルパシャーストラ（シルパシャーストラ）の51章では、ブラフマー像は金色に仕上げられるべきであると言及される。さらには4つの顔に4本の腕、ジャタ・ムクタ・マンディータ（修行者に特徴的なもつれた髪）、そして王冠という特徴を取り入れることを進めている。2つの手には救いを与えるムドラー（手の形）と願いを与えるムドラーをとらせ、それぞれの手には水の器、数珠、杓（ヤジュニャの儀式で用いるもの）を持たせるとしている。この文献にはブラフマー像の体の比率や装飾品まで細かく説明されており、下半身にはチーラ（cīra、木の皮）をまとわせるように提案している。ブラフマー単独でもいいが、配偶神を並べるときはブラフマーの右にサラスヴァティー、左にサヴィトリを配置することを進めている。
ブラフマーの配偶神はサラスヴァティーであるとされる。彼女はブラフマーの力の源であり、創造の手段であり、ブラフマーの行動を促すエネルギーであると考えられている。

## 寺院

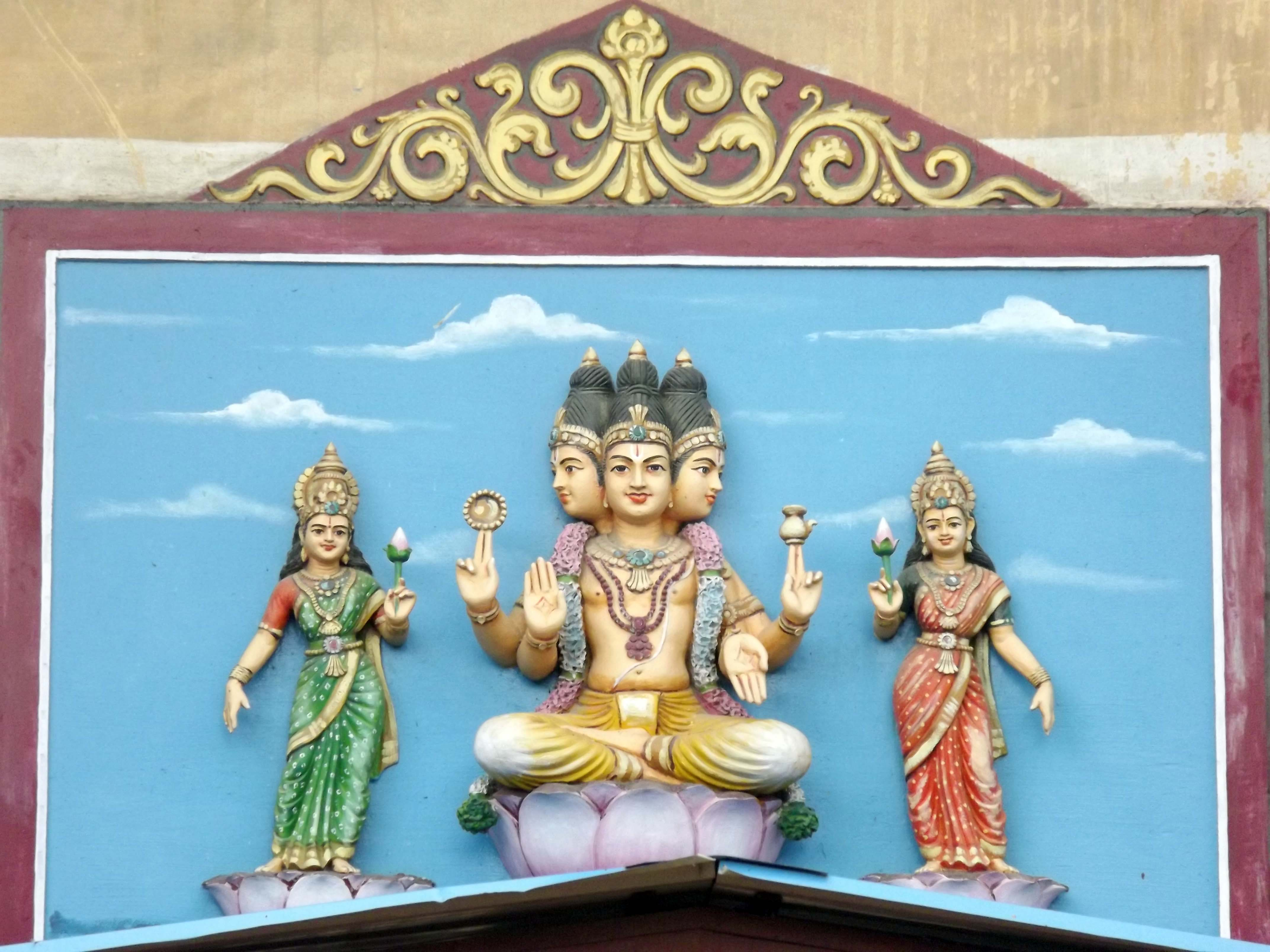
ミーナークシ寺院のブラフマー像。タミル・ナードゥ州。

### インド
インドでブラフマーを主として奉る寺院は多くない。そんな中でも最も有名なものはプシュカルの ブラフマー寺院 (プシュカル)である。

### 東南アジア

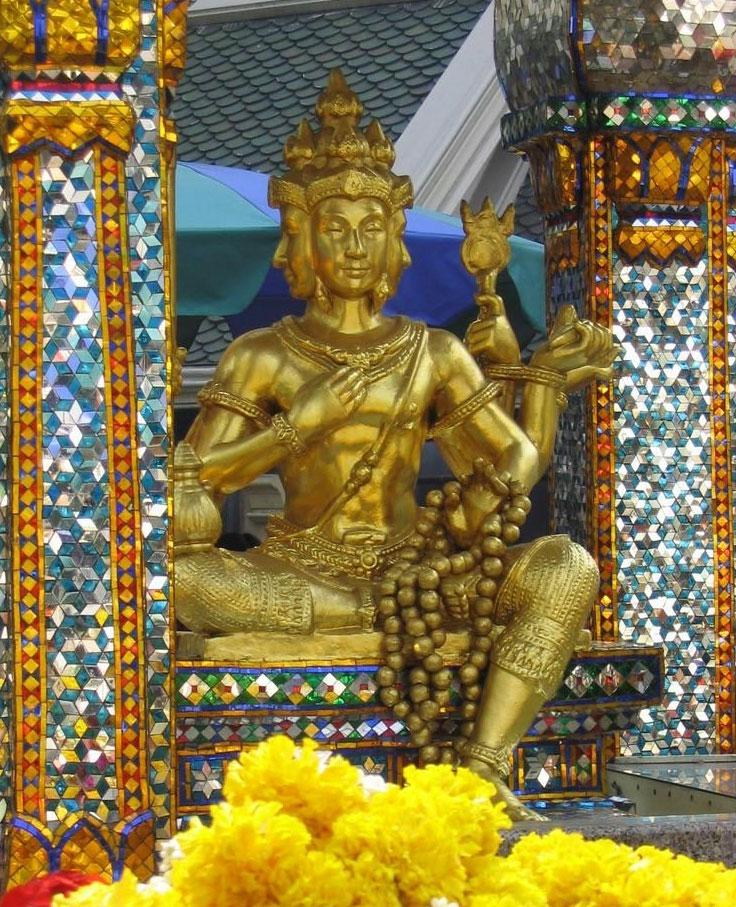
タイ王国のブラフマー像。タイでは(プラ・プロム)と呼ばれている。

インドネシア、ジャワ島中部のジョグジャカルタ市に位置するプランバナン寺院群（9世紀）にもブラフマーを奉る寺院があり、寺院群の中でも最大級の3つの寺院のうちの1つである。ちなみに3つの内最大の物はシヴァに捧げられた物で、残りの1つはヴィシュヌ寺院である。ブラフマー寺院はシヴァ寺院の南に位置している。
タイ王国、バンコクのエーラーワンの祠にはブラフマー像があり、今日でも信仰を集めている。タイの政庁（en:Government House of Thailand）の金色のドームにもプラ・プロム（タイ語: พระพรหม; タイでのブラフマーの呼び名）の像が存在する。ペッチャブリー県の寺院、ワット・ヤイ スワンナーラームにある18世紀はじめの絵画にはブラフマーが描かれている。
ビルマの国名の由来はブラフマーであり、中世の文献には「ブラフマ・デーシャ」（Brahmadeśa）という表記も見られる。「デーシャ」はサンスクリット語で「国」を意味する。

### 東アジア
ブラフマーは中国の民俗宗教においては一般的な神であり、中国、台湾には多くの寺院がある。中国語圏では「四面神（四面仏）」、チベットでは「ツァンパ」（Tshangs pa）、日本では「梵天」という名で知られる。